# Macroplata
Macroplata era um plesiossauro que viveu no período Jurássico, entre 205 milhões e 185 milhões de anos atrás, onde hoje é a Inglaterra.
Tinha aproximadamente 5 metros de comprimento e pesava mais de 1 tonelada. Se alimentava de peixes, moluscos e outros animais marinhos, como invertebrados e répteis menores.
O Macroplata tinha o pescoço longo e a cauda pontuda. A cabeça era pequena comparada com o restante do corpo. Ele nadava com movimentos parecidos com os de uma tartaruga marinha, usando suas quatro nadadeiras. Talvez pudesse se mover em terra como as focas.
As narinas do Macroplata ficavam na parte de trás da cabeça perto dos olhos. Além da respiração, elas tinham outra utilidade. O bicho deixava a água do mar entrar por sua boca e seguir para as narinas. Assim, ele sentia o cheiro dos seres que estavam nadando por perto e localizava suas presas. Depois a água saia pelas narinas.

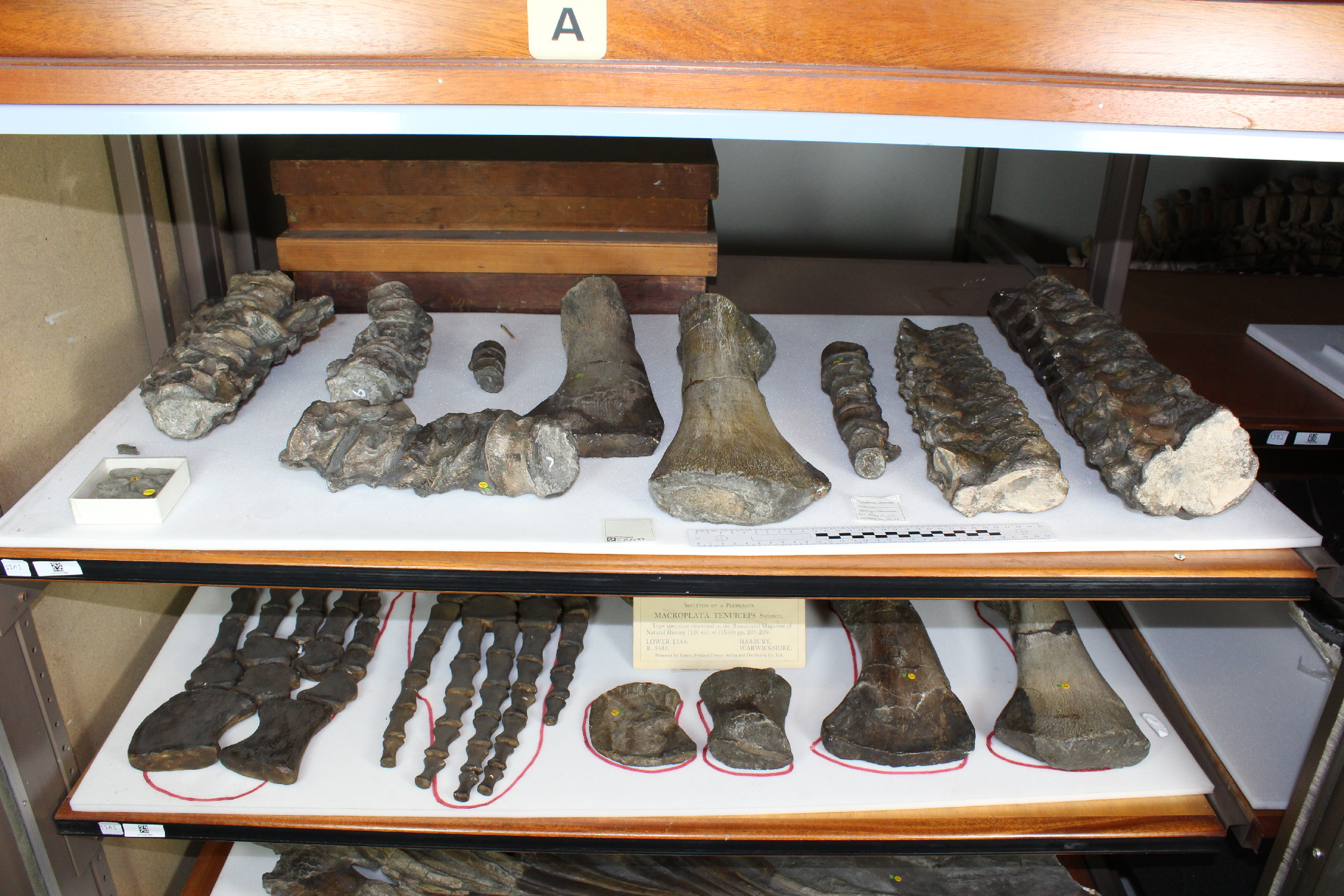
Espécime do plesiossauro Macroplata tenuiceps no Museu de História Natural, Londres.